# Championnat de Chypre féminin de volley-ball
Le Championnat de Chypre de volley-ball féminin est la compétition nationale majeure, créée en 1975. Il est organisé par la Fédération chypriote de volley-ball (Kypriaki Omospondia Petosfairisis-KOP).

## Palmarès
| Année | Champion                                                 | Finaliste                                                | Troisième                                                |
| ----- | -------------------------------------------------------- | -------------------------------------------------------- | -------------------------------------------------------- |
| 1976  | AEK Larnaca                                              | Anorthosis Famagouste                                    |                                                          |
| 1977  | AEL Limassol                                             | Pezoporikos Larnaca                                      |                                                          |
| 1978  | AEL Limassol                                             | APOEL Nicosie                                            |                                                          |
| 1979  | AEL Limassol                                             | APOEL Nicosie                                            |                                                          |
| 1980  | AEL Limassol                                             | APOEL Nicosie                                            |                                                          |
| 1981  | AEL Limassol                                             | Nea Salamina Famagouste                                  |                                                          |
| 1982  | AEL Limassol                                             | Nea Salamina Famagouste                                  |                                                          |
| 1983  | AEL Limassol                                             | Nea Salamina Famagouste                                  |                                                          |
| 1984  | AEL Limassol                                             | APOEL Nicosie                                            |                                                          |
| 1985  | AEL Limassol                                             | APOEL Nicosie                                            |                                                          |
| 1986  | AEL Limassol                                             | APOEL Nicosie                                            |                                                          |
| 1987  | AEL Limassol                                             | APOEL Nicosie                                            |                                                          |
| 1988  | AEL Limassol                                             | APOEL Nicosie                                            |                                                          |
| 1989  | AEL Limassol                                             | Pezoporikos Larnaca                                      |                                                          |
| 1990  | AEL Limassol                                             | Olympiada Neapolis                                       |                                                          |
| 1991  | AEL Limassol                                             | Olympiada Néapolis                                       |                                                          |
| 1992  | Olympiada Neapolis                                       | AEL Limassol                                             |                                                          |
| 1993  | AEL Limassol                                             | Anorthosis Famagouste                                    |                                                          |
| 1994  | AEL Limassol                                             | Anorthosis Famagouste                                    |                                                          |
| 1995  | AEL Limassol                                             | Anorthosis Famagouste                                    |                                                          |
| 1996  | AEL Limassol                                             | Anorthosis Famagouste                                    |                                                          |
| 1997  | AEL Limassol                                             | Anorthosis Famagouste                                    |                                                          |
| 1998  | AEL Limassol                                             | Anorthosis Famagouste                                    |                                                          |
| 1999  | AEL Limassol                                             | Apollon Limassol                                         |                                                          |
| 2000  | AEL Limassol                                             | Anorthosis Famagouste                                    |                                                          |
| 2001  | AEL Limassol                                             | Apollon Limassol                                         |                                                          |
| 2002  | Anorthosis Famagouste                                    | AEL Limassol                                             |                                                          |
| 2003  | AEL Limassol                                             | Apollon Limassol                                         |                                                          |
| 2004  | Anorthosis Famagouste                                    | AEL Limassol                                             |                                                          |
| 2005  | AEL Limassol                                             | Anorthosis Famagouste                                    |                                                          |
| 2006  | Anorthosis Famagouste                                    | AEL Limassol                                             |                                                          |
| 2007  | AEK Larnaca                                              | AEL Limassol                                             | Anorthosis Famagouste                                    |
| 2008  | AEL Limassol                                             | Anorthosis Famagouste                                    | AEK Larnaca                                              |
| 2009  | AEL Limassol                                             | Anorthosis Famagouste                                    | Apollon Limassol                                         |
| 2010  | Anorthosis Famagouste                                    | AEL Limassol                                             | Apollon Limassol                                         |
| 2011  | Apollon Limassol                                         | Anorthosis Famagouste                                    | AEL Limassol                                             |
| 2012  | AEL Limassol                                             | Apollon Limassol                                         | Anorthosis Famagouste                                    |
| 2013  | Anorthosis Famagouste                                    | Apollon Limassol                                         | AEL Limassol                                             |
| 2014  | Apollon Limassol                                         | Anorthosis Famagouste                                    | AEL Limassol                                             |
| 2015  | Apollon Limassol                                         | AEK Larnaca                                              | Anorthosis Famagouste                                    |
| 2016  | Apollon Limassol                                         | AEK Larnaca                                              | Anorthosis Famagouste                                    |
| 2017  | Apollon Limassol                                         | AEL Limassol                                             | AEK Larnaca                                              |
| 2018  | Anorthosis Famagouste                                    | AEK Larnaca                                              | Apollon Limassol                                         |
| 2019  | Anorthosis Famagouste                                    | AEL Limassol                                             | AEK Larnaca                                              |
| 2020  | Compétition annulée en raison de la pandémie de Covid-19 | Compétition annulée en raison de la pandémie de Covid-19 | Compétition annulée en raison de la pandémie de Covid-19 |
| 2021  | AEL Limassol                                             | Apollon Limassol                                         | Olympiada Néapolis                                       |
| 2022  | Apollon Limassol                                         | Olympiada Néapolis                                       | AEL Limassol                                             |
| 2023  | Olympiada Néapolis                                       | Apollon Limassol                                         | AEL Limassol                                             |
| 2024  |                                                          |                                                          |                                                          |

## Bilan par club
| Club                  | Titres | Ville      | Année |
| --------------------- | ------ | ---------- | --- |
| AEL Limassol          | 30     | Limassol   | 1977, 1978, 1979, 1980, 1981, 1982, 1983, 1984, 1985, 1986, 1987, 1988, 1989, 1990, 1991 1993, 1994, 1995, 1996, 1997, 1998, 1999, 2000, 2001, 2003, 2005, 2008, 2009, 2012, 2021 |
| Anorthosis Famagouste | 7      | Famagouste | 2002, 2004, 2006, 2010, 2013, 2018, 2019 |
| Apollon Limassol      | 6      | Limassol   | 2011, 2014, 2015, 2016, 2017, 2022 |
| AEK Larnaca           | 2      | Larnaca    | 1976, 2007 |
| Olympiada Neapolis    | 2      | Limassol   | 1992, 2023 |